# Menhire von Wethau
Die Menhire von Wethau waren zwei vorgeschichtliche Menhire bei Wethau im Burgenlandkreis, Sachsen-Anhalt, von denen heute nur noch einer existiert. Für beide Steine ist die Bezeichnung „Der Hohe Stein“ überliefert.

## Lage
Die beiden Steine standen ursprünglich recht nahe beieinander an einem Feldweg, der vom Kroppental kommend in westlicher Richtung entlang der Gemeindegrenze zwischen Wethau und Naumburg (Saale) zur Straße führte, die beide Orte verband. Dieser Feldweg existiert heute nicht mehr, die Straße ist heute die Bundesstraße 87 bzw. die Bundesstraße 180. Der Menhir II stand ursprünglich 80 m vor der Einmündung in die Straße auf der linken Seite des Feldwegs, Menhir I stand etwas weiter östlich. Menhir II wurde später auf die westliche Seite der Straße umgesetzt und befindet sich heute an der Bundesstraße 87 (bzw. 180) nahe der Einfahrt eines Gewerbegebiets. Nach den Steinen ist das Flurstück „Am Hohen Stein“ benannt, von dem sich später auch der Name des heutigen Gewerbegebiets auf dem Gemeindegebiet von Wethau ableitete. Außerdem sind eine Siedlung auf dem benachbarten Stadtgebiet von Naumburg sowie zwei Straßennamen in den genannten Kommunen nach den Steinen benannt.

## Beschreibung

### Menhir I
Über den Menhir I liegen nur wenige Angaben vor. Sein Material und seine Maße sind unbekannt, ebenso die Zeit seiner Zerstörung. Sicher ist nur, dass er aufgerichtet war und als Nagelstein genutzt wurde.

### Menhir II
Menhir II besteht aus graugelbem Quarzit und ist plattenförmig. Er hat eine Höhe von 1,0 m, eine Breite von 0,85 m und eine Dicke von 0,32 m. Er zeigt keine Spuren einer früheren Nagelung.
Funde aus der Umgebung der Menhire stammen von der Bandkeramischen Kultur, der Schnurkeramischen Kultur und aus der Eisenzeit.

## Die Menhire in regionalen Sagen
Die Menhire von Wethau wurden mit der Sagengestalt Martin Pumphut in Verbindung gebracht. Dieser Zauberer soll mit seinem spitzen Hut Nägel in die Steine eingeschlagen haben.